# Gay Man České republiky

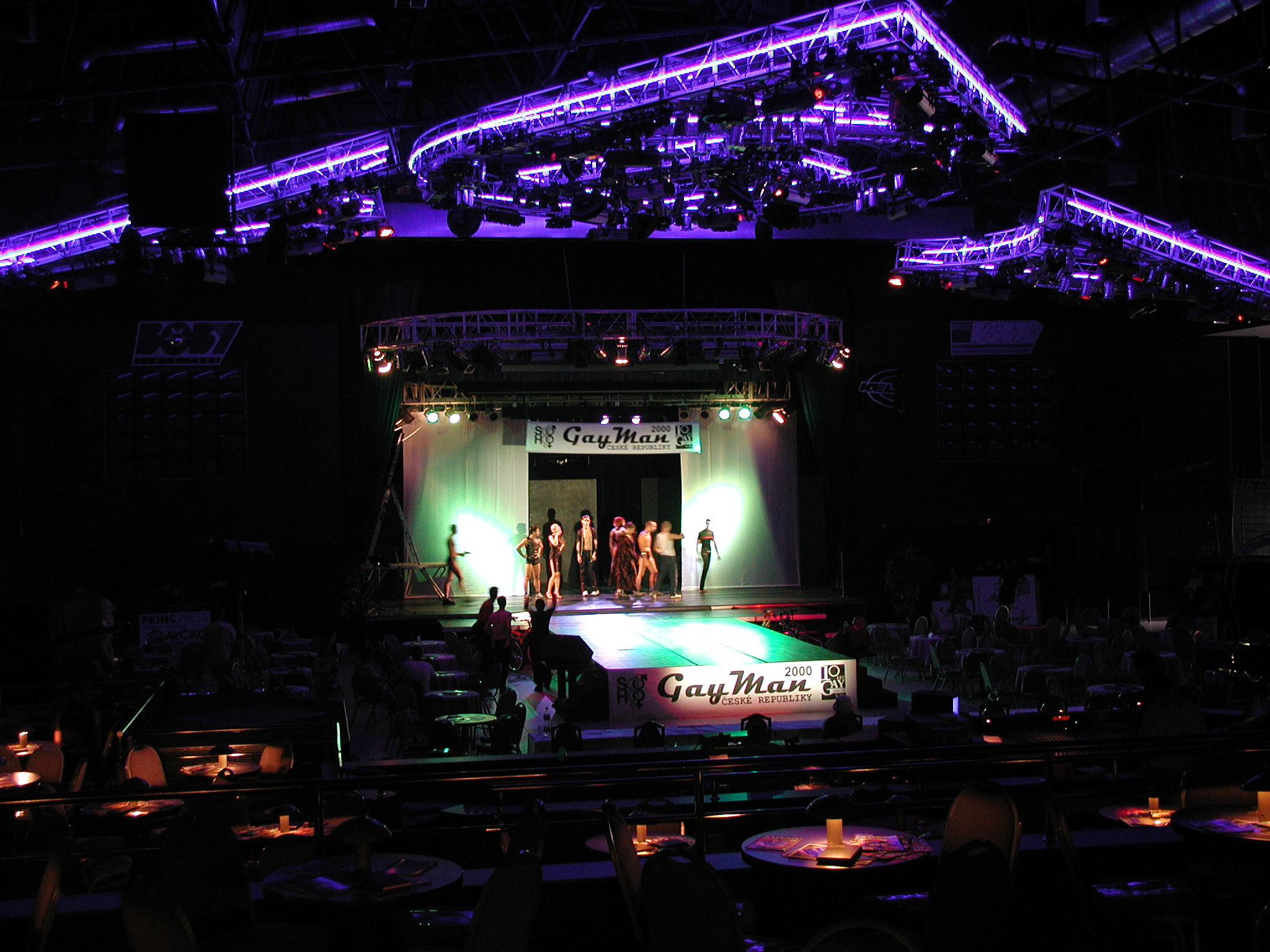
Gay Man ČR 2000 v brněnském Boby centru

Gay Man České republiky je soutěž sympatie, kterou v letech 1992–2000 pod patronátem SOHO v ČR organizovaly některé jeho členské organizace. Soutěž je označována za svého času jednu z významných společenských akcí gay a lesbické komunity v České republice. Porota soutěže udělovala cenu za první místo spolu s titulem Gay Man ČR a dále cenu za druhé a třetí místo. Vyhlašována byla též cena diváků Mistr sympatie.
Po devítileté odmlce v roce 2010 navázali na někdejší tradici noví pořadatelé, kteří zorganizovali dva ročníky národní soutěže a poté pokračovali spojenou česko-slovenskou soutěží o titul Gayman Česko Slovensko. V letech 2014 a 2015 navíc vznikly alternativní soutěže sympatie Mr. Gay Czech Republic a Gay roku.

## Smysl a kontext soutěže
Soutěže krásy a sympatie homosexuálních mužů bývají ve světě vnímány jako součást emancipačních snah sexuálních menšin. Tomu odpovídá i původní české pojetí soutěže Gay Man ČR: "Chtěli jsme zavést tradici velkých kulturních akcí, prezentujících životní styl minority v bohatším spektru než jak je jednostranně skrze sexualitu vnímán veřejností." (Jiří Hromada, SOHO v ČR) Finálové večery probíhaly obvykle poslední sobotu v červnu u příležitosti Christopher Street Day – celosvětových oslav „gay hrdosti“.
Obdobné soutěže probíhají i v jiných zemích a také na mezinárodní úrovni: Mr. Gay Europe (od roku 2005) a Mr. Gay World (od roku 2009).

## Historie soutěže

### 1992–2000

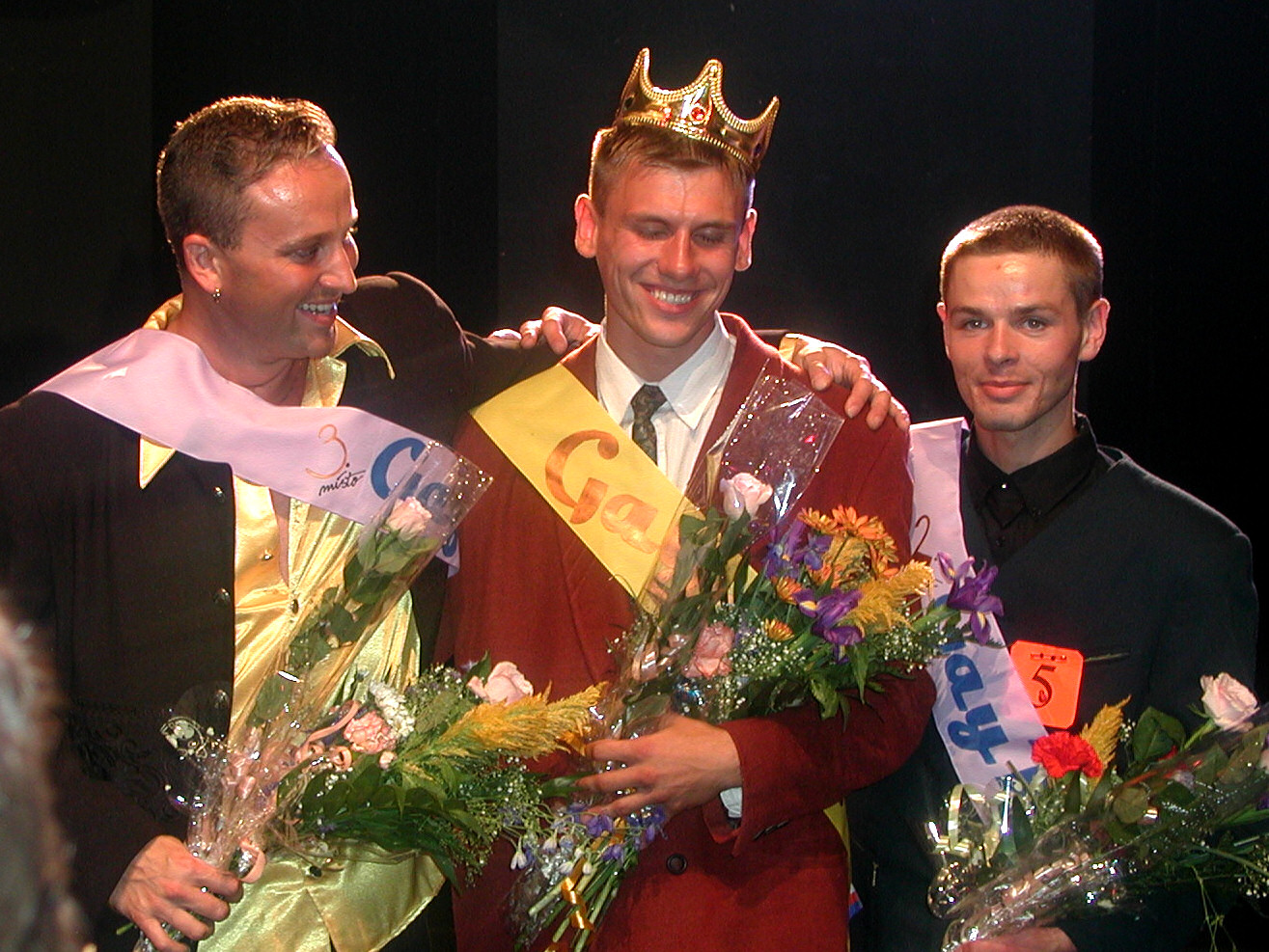
Vítězové Gay Man ČR 2000

První ročník soutěže uspořádalo SOHO v ČR v roce 1992 v Praze. Poslední 9. ročník soutěže se konal v rámci oslav "10 let gay hnutí v ČR", finálový večer soutěže v Laser Show Hall brněnského Boby centra navštívilo více než tisíc diváků a jeho doprovodný kulturní program pod názvem Duha nad Brnem položil základy jiné tradiční akci, filmovému festivalu Mezipatra.
| Ročník | Rok  | Místo konání                              | Datum           | Organizátor    | Vítěz                                     |
| ------ | ---- | ----------------------------------------- | --------------- | -------------- | ----------------------------------------- |
| 1.     | 1992 | Praha: diskotéka Valdek                   | 27. června 1992 | Lambda Praha   | Slavomír Meissner (1973) z Brna           |
| 2.     | 1993 | Plzeň: sál U Bradů                        | 26. června 1993 | Patrick Plzeň  | David Šorm (1974) z Prahy                 |
| 3.     | 1994 | Ostrava: Kulturní dům Michálkovice        | 25. června 1994 | Lambda Ostrava | Josef Chovanec (1969) z Ostravy           |
| 4.     | 1995 | Hradec Králové: Kulturní dům Střelnice    | 24. června 1995 | Lega Pardubice | Marcel Culik (1974) z Prahy               |
| 5.     | 1996 | Prostějov: Kulturní a společenské centrum | 29. června 1996 | PV Prostějov   | Karel Kekeši (1967) ze Zálesí-Dalovic     |
| 6.     | 1997 | Sokolov: Městský dům kultury              | 28. června 1997 | GK Sokolov     | Robert Nedvídek (1972) z Prahy            |
| 7.     | 1998 | Brno: Boby centrum, Laser show hall       | 20. června 1998 | STUD Brno      | Zbyněk Ondroušek (1976) z Rosic nad Labem |
| 8.     | 1999 | Ostrava: Kulturní dům Vítkovice           | 26. června 1999 | Lambda Ostrava | Tom Fránek (1971) z Prostějova            |
| 9.     | 2000 | Brno: Boby centrum, Laser show hall       | 24. června 2000 | STUD Brno      | Erik Nykl (1975) z Hrochova Týnce         |

### Od roku 2010
V roce 2009 proběhl pokus o oživení tohoto typu soutěže společně se Slovenskem, a to pod názvem Mr. Gay SK & CZ. Vítěz pak reprezentoval ČR v soutěži Mr. Gay Europe v Oslu.
Další ročník soutěže pod původním názvem Gay Man ČR se uskutečnil 11. září 2010 v pražském Divadle Hybernia. Pořadatelem už nebylo SOHO v ČR, nýbrž GM Agency Czech Praha. Vítězem se stal slovenský tanečník žijící v Praze Martin Goga (* 1984). Ten pak reprezentoval v mezinárodní soutěži Mr. Gay International, kde se umístil na třetím místě a na světovém Mr. Gay World ve filipínské Manile skončil jedenáctý.
Týž organizátor připravil i následující ročník soutěže s finálovým večerem uspořádaným 10. září 2011, opět v Divadle Hybernia. Do finále bylo tentokrát připuštěno osm soutěžících. Záštitu nad akcí převzal senátor a místopředseda ČSSD Zdeněk Škromach. Vítězem se stal Tomáš Frýda z Prahy, který se poté probojoval i do finálové desítky na Mr. Gay World 2012 a reprezentoval i v soutěži Mr. Gay Europe. Došlo však ke sporům mezi ním a českým pořadatelem soutěže. Ten oznámil, že za hrubé a opakované porušení smlouvy byl Tomáši Frýdovi odbrán titul Gay Man České republiky 2011 a nahradil ho Filip Ublick z Českých Budějovic, který se ve finále umístil druhý.
V roce 2012 se soutěž rozšířila o Slovenskou republiku, a volil se tak poprvé „Gay Man Česko Slovensko“. Soutěž připravovalo občanské sdružení Gold In GLBT Agency společně s GM Agency Czech. Finále se konalo 31. srpna v odsvěceném kostele Sv. Michala, tedy v pražském Temple Clubu a vítězem se stal Marek Zlý z Ostravy, který získal i cenu publika. Shodou okolností byl vítěz jednou z tváří kampaně Prague Pride 2012. Pár dní po finále soutěže, 3. září 2012 se organizátor posledních tří ročníků Marián Kajzer vzdal pořádání dalšího ročníku.
Po roční odmlce agentura Gold In v čele s Mariánem Kajzerem znovu oznámila konání soutěže Gay Man Česko Slovensko s finálovým večerem dne 10. května 2014 ve velkém sále Městské knihovny (původně byl ohlášen do Radiopaláce). Casting proběhl 17. ledna v pražském Piano baru a vzešli z něj čtyři Češi a čtyři Slováci – finalisté soutěže. Vítězem se stal devatenáctiletý Daniel Fröhlich. Ten také reprezentoval ČR na Mr. Gay World 2015, kde po rezignaci vítěze Klause Burkarta skončil na 11. místě.[zdroj⁠?!] Gaymanem 2015 se stal 24letý Marek Gajdoš ze slovenského Beckova. Ten byl zvolen v pražském Meet Factory za účasti několika zahraničních hostů.[zdroj⁠?!] 1. vicegaymanem 2015 a zároveň Gaymanem Sympatie 2015 se stal Ladislav Ágh z Mostu, 2. vicegaymanem pak Dominik Průša.
V sobotu 13. února 2016 vybrala porota v castingu 8 finalistů 15. ročníku soutěže, nejmladšímu bylo 18 let, nejstaršímu 41 let. Na Facebooku a webových stránkách soutěže se pak hlasovalo pro Gaymana Internetu 2016. Záštitu nad soutěží převzali starosta Prahy 4 Petr Štěpánek a místostarosta Prahy 7 Ondřej Mirovský. Finálový večer se konal v Praze 10. září 2016. Gaymanem 2016 byl zvolen Slovák Matej Boroš, na druhém místě i s titulem Gayman Internetu skončil 30letý František Pešek z Chomutova a na třetím místě 40letý Jaromír Schoffer z Telnice.
Finále následujícího ročníku se uskutečnilo v pražském multifunkčním prostoru Tresor 16. září 2017. Konalo se pod záštitou ministryně pro místní rozvoj Karly Šlechtové, náměstkyně pražské primátorky Petry Kolínské a starosty Prahy 4 Petra Štěpánka. Večerem provázeli moderátor rádia Frekvence 1 Luboš Procházka a travesti diva Nadja Mini a první tři místa obsadili (sestupně) Lukáš Grečko, Jaroslav Huňát a Robert Kučera. Posledně jmenovaný získal také ceny Gayman Internetu a Gayman Charity. Vítěz pak měl reprezentovat Slovensko na soutěži Mr. Gay Europe 2018. Předmětem sporů a kritiky mimo jiné ze strany sekretáře slovenské biskupské konference se stalo, když o vítězství 21letého Lukáše Grečka informovalo na své facebookové stránce jeho rodné město Spišská Nová Ves.
Gaymanem 2018 se stal Matěj Nebúrka. Finále proběhlo v Ostravě - club Fabric.
| Ročník | Titul                       | Místo konání            | Datum           | Organizátor         | Vítěz                                          |
| ------ | --------------------------- | ----------------------- | --------------- | ------------------- | ---------------------------------------------- |
| 10.    | Gayman ČR 2010              | Praha: Divadlo Hybernia | 27. června 2010 | GM Agency Czech     | Martin Goga (*1984) – Slovák žijící v Praze    |
| 11.    | Gayman ČR 2011              | Praha: Divadlo Hybernia | 11. září 2011   | GM Agency Czech     | Tomáš Frýda (*1988) z Prahy                    |
| 12.    | Gayman Česko Slovensko 2012 | Praha: Temple Club      | 31. srpna 2012  | Gold In GLBT Agency | Marek Zlý (34 let) z Ostravy                   |
| 13.    | Gayman Česko Slovensko 2014 | Praha: Městská knihovna | 10. května 2014 | Gold In GLBT Agency | Daniel Fröhlich (19 let) z Hrádku nad Nisou    |
| 14.    | Gayman Česko Slovensko 2015 | Praha: Meet Factory     | 19. září 2015   | Gold In & GMACZ     | Marek Gajdoš (24 let) z Beckova (SR)           |
| 15.    | Gayman Česko Slovensko 2016 | Praha                   | 10. září 2016   |                     | Matej Boroš (SR)                               |
| 16.    | Gayman Česko Slovensko 2017 | Praha: klub Tresor      | 16. září 2017   | Gold In GLBT Agency | Lukáš Grečko (21 let) ze Spišské Nové Vsi (SR) |

## Mr. Gay
Vítěz 11. ročníku Tomáš Frýda oznámil v červnu 2012 svůj záměr uspořádat soutěž ve vlastní režii. Dále uvedl, že získal licenci pro účast ve světových soutěžích Mr. Gay Europe a Mr. Gay World a informoval o záměru uspořádat v roce 2013 evropskou soutěž v Praze.
Dne 21. listopadu 2012 oznámil, že ačkoli připravoval svou alternativní národní soutěž Mr. Gay ČR, dává přednost uspořádání Mr. Gay Europe v Praze v červenci 2013. V únoru 2013 svůj záměr potvrdil a současně se distancoval od pořadatelů posledních ročníků Gay Mana.
Evropská soutěž Mr. Gay Europe se uskutečnila od 26. do 30. července 2013 s hlavním finálovým večerem 30. 7. v Retro Music Hall. Doprovodný program tvořily párty, beachvolejbalový turnaj, diskuse i společenský večer s módní přehlídkou. Českým účastníkem soutěže byl Marek Zlý, Slovensko reprezentoval pětadvacetiletý Jozef Hulina. Mezi finalisty i z dalších zemí (Německo, Velká Británie a samostatně Severní Irsko, Belgie, Francie, Švýcarsko, Švédsko, Irsko, Španělsko, Finsko, Nizozemsko, Bulharsko, Rakousko, Dánsko) zvítězil 26letý irský student medicíny Robbie Obara. Jako druhý skončil 25letý Brit Leroy Williamson a třetí 20letý Švéd Fritiof Teodor Ingelhammar. Jozef Hulina získal ocenění nejfotogeničtějšího finalisty Mr Photogenic Europe a v online hlasování zvítězil francouzský zástupce Armando Santos.
Iniciátor pražského konání soutěže Tomáš Frýda později mezi slabšími místy uvedl nízkou návštěvnost akce a další organizaci předal Tonymu Čejkovi. Už na podzim téhož roku byl vyhlášen nábor soutěžících a na 7. prosince 2013 výběr finalistů pro první ročník národní soutěže Mr. Gay Czech Republic. Pořadatelé se vymezili vůči konkurenční soutěži Gay Man a nabídli případnému vítězi možnost postupu do soutěží Mr. Gay Europe a Mr. Gay World (touto licencí dosud disponoval Gay Man). Z oznámeného záměru 12 finalistů se na přelomu března a dubna 2014 zúčastnilo oficiálního focení celkem šest soutěžících. Finálový večer se uskutečnil 18. dubna 2014 v divadle U hasičů. Zvítězil 28letý fitness trenér a baletní tanečník Michal Klapetek z Opavy, druhé místo a také titul Mr. Photogenic získal 22letý Jan Jakubec, na třetím místě skončil 22letý Miroslav Tomko.
Vítěz Michal Klapetek se v červnu téhož roku zúčastnil soutěže Mr. Gay Europe v Rakousku u Bodamského jezera. V ní zabodoval při přehlídce v plavkách (spolu s britským účastníkem skončil druhý za nejlépe hodnoceným reprezentantem Kypru), v celkových výsledcích však žádnou z čelných příček neobsadil a titul si odnesl Švéd Jack Johansson. Soutěže Mr. Gay World, která probíhala rovněž v polovině června, se žádný český zástupce nakonec neúčastnil.
V září 2014 oznámil ředitel pořadatelské společnosti Antonín Čejka ukončení soutěže. Držitel licence Tomáš Frýda poté potvrdil, že soutěž čeká na nového organizátora.

## Gay roku
Na podzim roku 2014 byla ohlášena příprava nové konkurenční soutěže nazvané Gay roku. Šlo o soutěž obdobného střihu, avšak založenou jiným pořadatelem. Sběr přihlášek byl oznámen na období od listopadu 2014 do dubna následujícího roku s finálovým kolem soutěže plánovaným na květen nebo červen 2015.